# Trupanea pantosticta
Trupanea pantosticta är en tvåvingeart som beskrevs av Hardy 1980. Trupanea pantosticta ingår i släktet Trupanea och familjen borrflugor. Inga underarter finns listade i Catalogue of Life.